# Beyond Redemption
Beyond Redemption es el cuarto episodio de la cuarta temporada y septuagésimo tercer episodio a lo largo de la serie de televisión estadounidense de drama y ciencia ficción, Arrow. El episodio fue escrito por Beth Schwartz y Ben Sokolowski y dirigido por Lexi Alexander. Fue estrenado el 28 de octubre de 2015 en Estados Unidos por la cadena The CW.
Laurel debe lidiar con las repercusiones de haber llevado a Sara a Nanda Parbat. Mientras tanto, Oliver se acerca a Lance para pedirle un favor, si bien no se sorprende por la respuesta, sí es sorprendido por lo que descubre después.

## Elenco
- Stephen Amell como Oliver Queen/Flecha Verde.
- Katie Cassidy como Laurel Lance/Canario Negro.
- David Ramsey como John Diggle.
- Willa Holland como Thea Queen/Speedy.
- Emily Bett Rickards como Felicity Smoak.
- John Barrowman como Malcolm Merlyn/Arquero Oscuro.
- Paul Blackthorne como el capitán Quentin Lance.

## Desarrollo

### Producción
La producción de este episodio comenzó el 16 de agosto y terminó el 26 de agosto de 2015.

### Filmación
El episodio fue filmado del 28 de agosto al 6 de septiembre de 2015.

### Casting
El 11 de agosto se dio a conocer que Rutina Wesley fue contratada para dar vida de forma recurrente a Liza Warner, miembro de la fuerza antivigilante.